# Phòng Lịch sử ở Pełczyce
Phòng Lịch sử ở Pełczyce (tiếng Ba Lan: Izba Historyczna w Pełczycach) là một bảo tàng tọa lạc tại số 12 phố Starogrodzka, Pełczyce, Ba Lan. Phòng Lịch sử là một đơn vị tổ chức của thành phố. Các triển lãm của bảo tàng này được bố trí bên trong tầng hầm của tòa nhà Trung tâm Văn hóa Thành phố và Xã.

## Lịch sử
Phòng Lịch sử ở Pełczyce chính thức mở cửa cho công chúng vào tháng 12 năm 2013. Phòng Lịch sử được thành lập theo khởi xướng và nỗ lực của các thành viên trong Hội những người bạn của Vùng Pełczyce. Chính những thành viên này đã sưu tầm phần lớn các bộ sưu tập cơ sở của bảo tàng. Các bộ sưu tập của bảo tàng được trưng bày trong hai căn phòng, bao gồm các phát hiện khảo cổ học có niên đại vào thời kỳ văn hóa Lusatian, và nhiều hiện vật và kỷ vật lịch sử, phần lớn trong số này có niên đại vào thế kỷ 19 và 20 (vật phẩm cổ, vật dụng quân sự, đồ trang trí, ảnh và minh họa, bưu thiếp, ấn phẩm và tài liệu, đồ nội thất, vật dụng hàng ngày và nông cụ).

## Giờ mở cửa
Phòng Lịch sử ở Pełczyce hoạt động quanh năm, mở cửa vào các ngày thứ Ba, thứ Năm và thứ Bảy.